# Alpsarı, Korgun
Gümüşdüven là một xã thuộc huyện Korgun, tỉnh Çankırı, Thổ Nhĩ Kỳ.